# Villacarralón
Villacarralón es un municipio y localidad española de la provincia de Valladolid, en la comunidad autónoma de Castilla y León. Cuenta con una población de 66 habitantes (INE 2024).

## Geografía
El término municipal está integrado dentro de la Zona de especial protección para las aves denominada La Nava - Campos Norte perteneciente a la Red Natura 2000.

## Historia
En sus proximidades se han hallado restos arqueológicos de cerámica de la primera Edad del Hierro y Terra sigillata romana. De entre las casas del pueblo destaca frente a la Iglesia, la de los Escobares, con dos Escudos de este linaje, así como otra detrás de la parroquia con un escudo episcopal. Se conserva un antiguo Hospital, así como la torre arruinada de la iglesia de San Pedro.

## Demografía
Cuenta con una población de 66 habitantes (INE 2024).
| Gráfica de evolución demográfica de Villacarralón entre 1842 y 2021                                                   |
| |
| Población de derecho según los censos de población del INE. Población de hecho según los censos de población del INE. |

## Administración y política
Actual distribución del Ayuntamiento
| Partido Popular (PP) | 3 |

## Patrimonio

### Torre de San Pedro

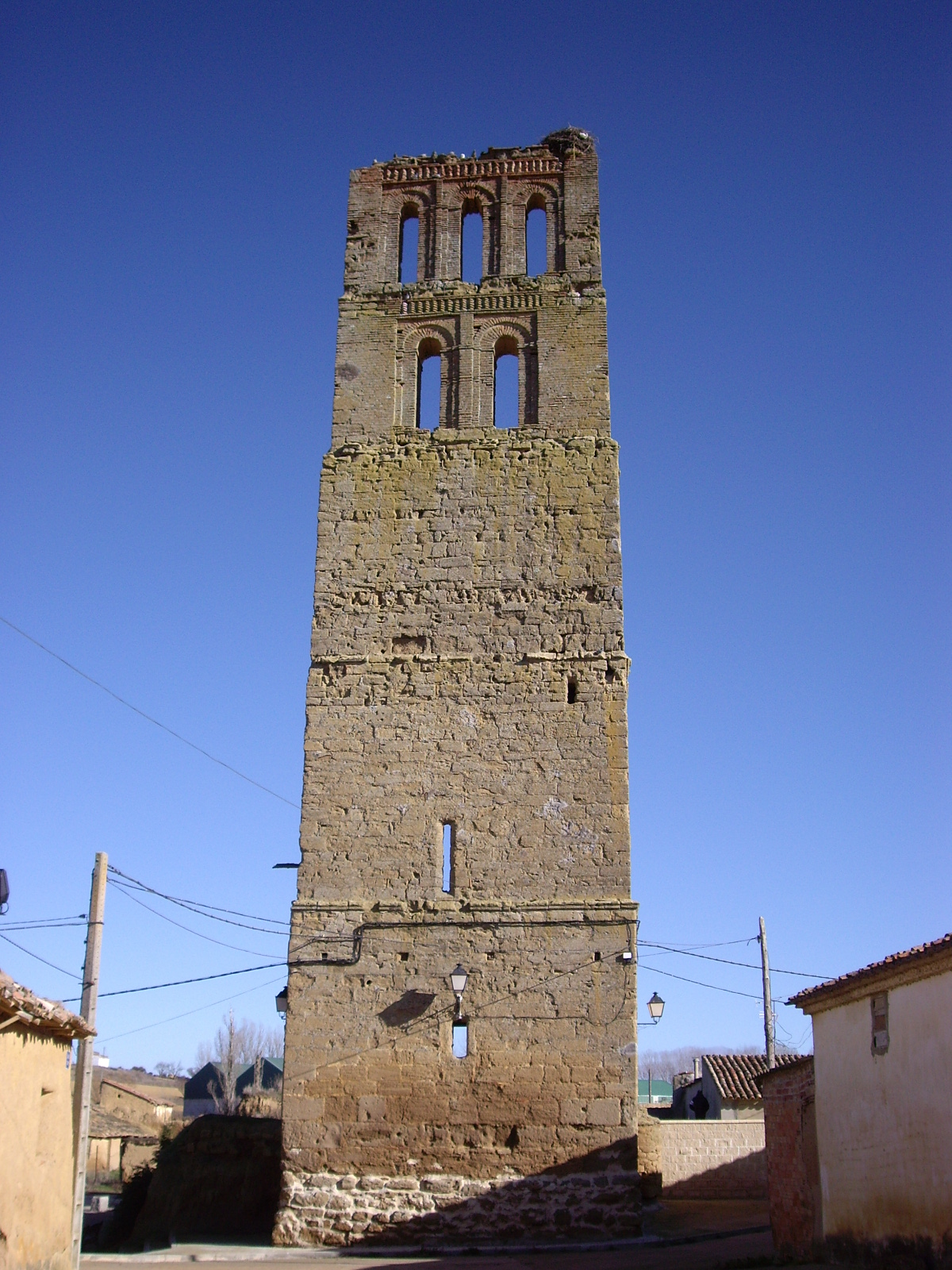
Torre de San Pedro de Villacarralón

En el casco urbano, se erige la torre arruinada de la iglesia de San Pedro.

### Iglesia de Santa María de la Asunción

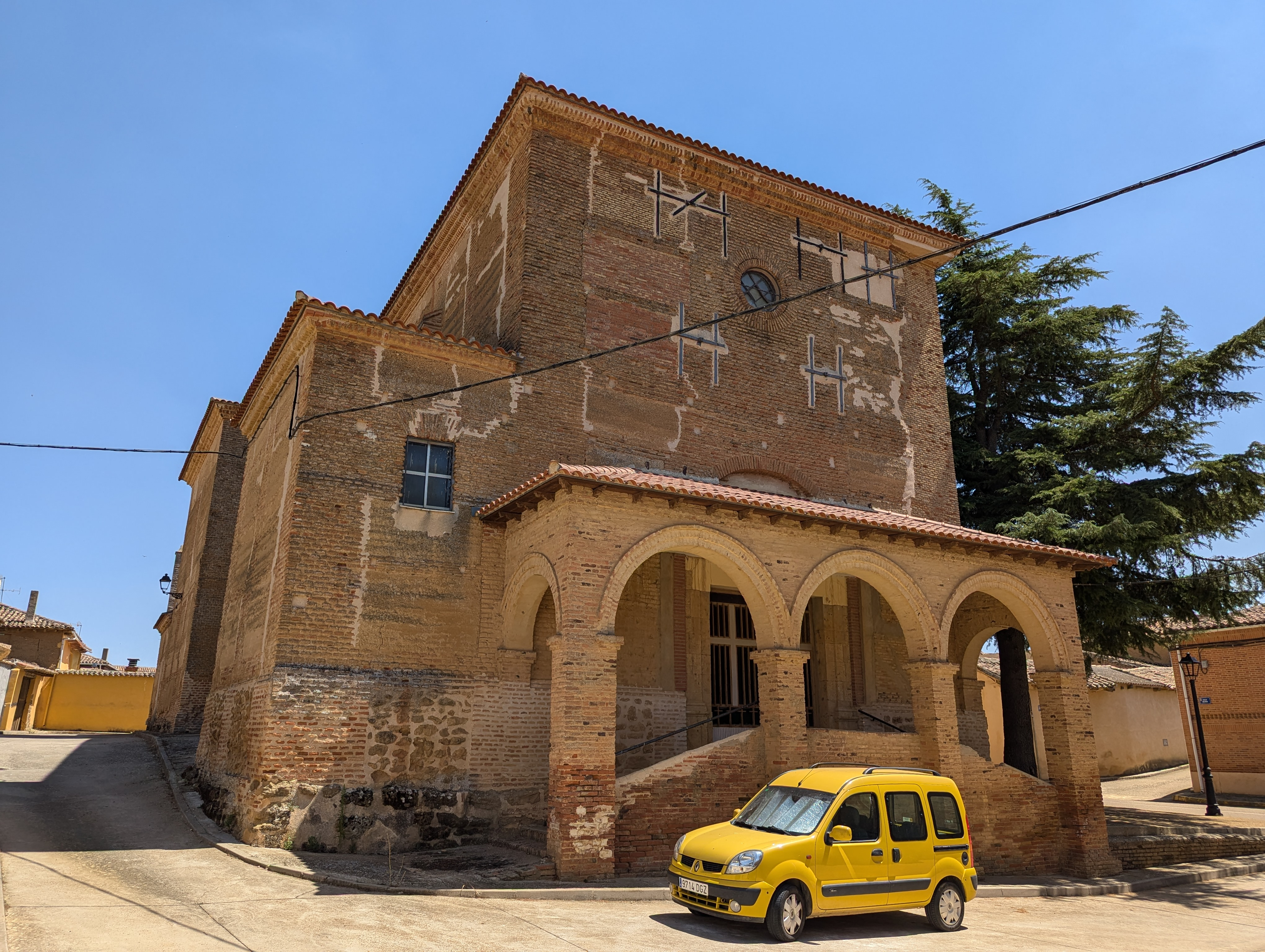
Iglesia de Nuestra Señora de la Asunción

Fue construida a partir de 1779 y trazada por el arquitecto Manuel Martín Rodríguez. De estilo neoclásico y realizada en ladrillo, tiene planta de cruz latina cubriéndose su única nave con bóveda de cañón con lunetos y disponiendo sobre el tramo central del crucero de una cúpula. Primitivamente el acceso al templo se hacía por la parte de los pies, pero en 1953 se practicó una entrada por el lado de la Epístola.En la cabecera se levanta una espadaña, construida en ladrillo, de dos cuerpos.

#### Lado del evangelio
En el crucero se conserva un retablo barroco de mediados del siglo XVIII con esculturas de San Antonio de Padua y de San Roque, próximas al estilo de Pedro Sierra, al igual que un grupo de la piedad.

#### Presbiterio
Junto al altar figura un Crucifijo del último tercio del siglo XVI. El retablo mayor rococó, al parecer procedente del monasterio de Sahagún, pertenece a la modalidad de retablo relicario, presentando su talla una gran belleza.
En las pequeñas hornacinas de que dispone se alojan esculturas de distintas épocas, probablemente aprovechadas, destacando tres bustos relicarios del siglo XVI que representan a Santa Sofía, Santa Catalina y San Pelayo. También al siglo XVI corresponden dos figuras de ángeles portadores de escudos y dos figuras de Virtudes. El conjunto se completa con una tosca escultura de San Pedro, del mismo siglo, dos brazos relicarios y tres pequeñas imágenes del siglo XVIII alusivas a San José, San Juan Bautista y Cristo Nazareno.
Sobresale por su interés un busto de Virgen, gótico, tallado en marfil y tal vez de procedencia francesa, respondiendo a una tipología del siglo XIV, que remata una urna-relicario de Santa Úrsula.
El ático del retablo está presidido por una movida escultura de San Miguel del Siglo XVIII. En la hornacina central figura la imagen titular del templo, obra del siglo XVIII.

#### Sacristía
La cruz parroquial, de plata, es del siglo XVII. Mayor interés tiene un cáliz de plata sobredorada, de fines del siglo XVI que se utiliza como custodia al añadirle un viril de rayos.

### Ermita de Nuestra Señora del Carmen

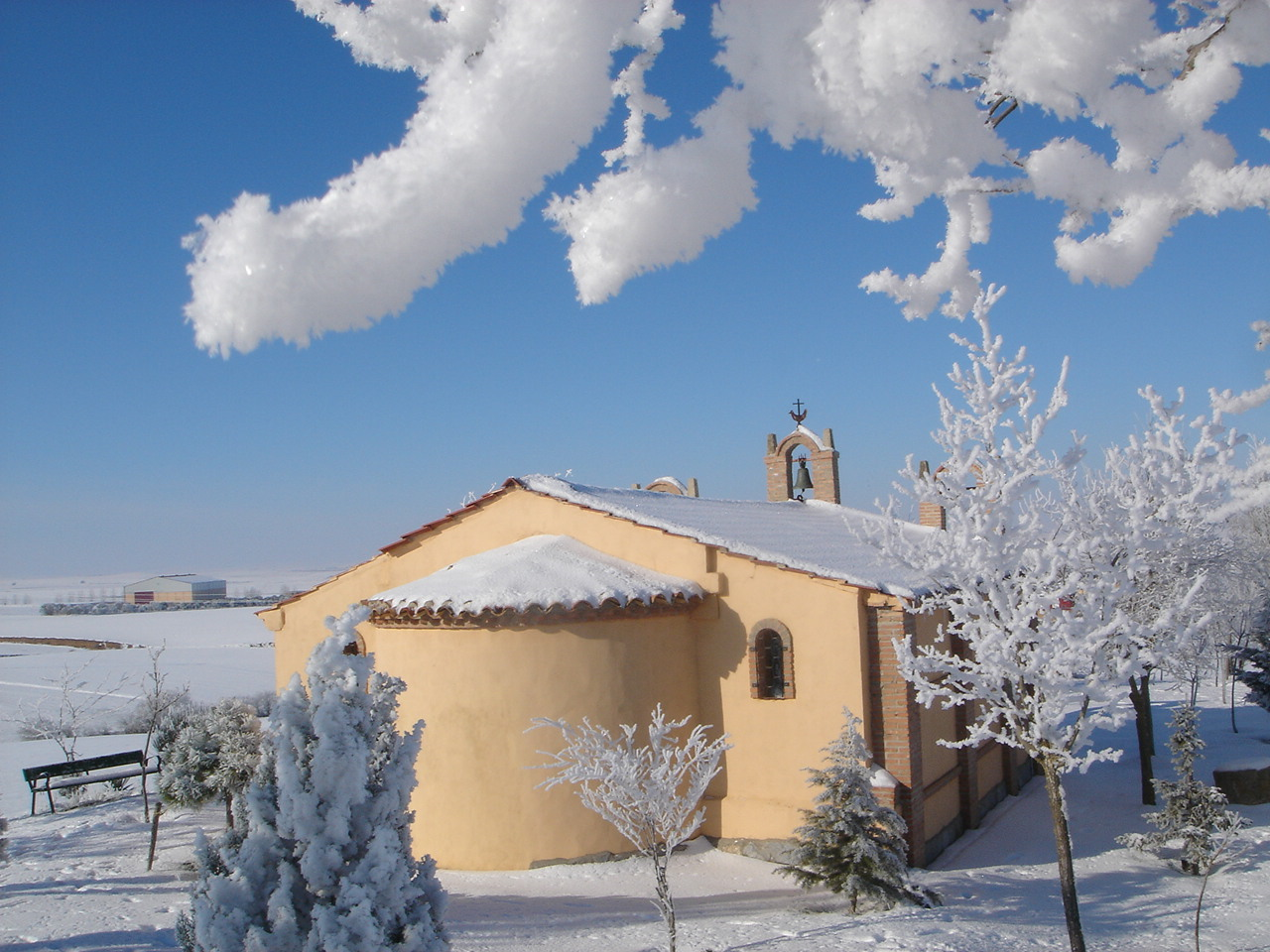
Ermita de Nuestra Señora del Carmen en día de nevada

Madoz cita la ermita de Nuestra Señora del Carmen para la que tal vez trabajó el pintor leonés Francisco de Carrancejas en 1564 dorando dos esculturas de los Santos Fabián y Sebastián. 

Su antiguo templo, cuya torre se ha arruinado, sirve de cementerio. En el año 1891 se hizo una fuente, lavadero y abrevadero.MADOZ 1850 Villa con ayuntamiento en la provincia, aud. terr. y c. g. De Valladolid (12leg.), partido judicial de Villalón, diócesis de León. Situada al pie de una cuesta, con clima sano. Tiene 60 casas. La casa consistorial sirve como cárcel. Posee escuela de instrucción primaria, a cargo de un maestro dotado de 1,100 rs. Una fuente de buen agua. Una iglesia parroquial (La Asunción de Nuestra Señora ), servida por un cura y un sacristán. Una ermita Nuestra Señora del Carmen. Confina el Término con los de Santervás, Zorita, Boadilla, Fontihoyuelo y Vega. El terreno es fuerte, barrial y de buena calidad. Caminos: los locales. Correo: se recibe y despacha en Villalón y Villada, por un propio, pagado de los fondos públicos. Producción: cereales, legumbres, vino y pastos, con los que se mantiene ganado lanar y mular. Hay caza de liebres y perdices. Industria: la agrícola. Población: 52 vecinos, 160 almas. Capacidad producción: 422,030 rs. Imp. 42,203
Madoz

La ermita fue reconstruida por la propia vecindad de pueblo de Villacarralón en el año 2007. Durante el periodo de reconstrucción, se llevó a cabo un Diario de la construcción de la ermita de Villacarralón.

### Fiestas
- El 26 de junio se celebra la fiesta de San Pelayo patrón del pueblo.
- El día 15 de julio se celebra la fiesta de la Virgen del Carmen.
- El día 15 de agosto se celebra las fiestas de verano (Festividad de la Asunción de Nuestra Señora).